# Paracaesio sordida
Paracaesio sordida es una especie de peces de la familia Lutjanidae en el orden de los Perciformes.

## Morfología
• Los machos pueden llegar alcanzar los 48 cm de longitud total.

## Alimentación
Come plancton.

## Hábitat
Es un pez de mar de clima tropical y asociado a los  arrecifes de coral que vive entre 5-200 m de profundidad.

## Distribución geográfica
Se encuentra desde el Golfo de Aqaba y el África Oriental hasta las Islas Marquesas, Pitcairn e Islas Ryukyu.

## Uso comercial
Se comercializa fresco.